# Ommata amabilis
Ommata amabilis là một loài bọ cánh cứng trong họ Cerambycidae.